# Africallagma elongatum
Africallagma elongatum é uma espécie de libelinha da família Coenagrionidae.
Pode ser encontrada nos seguintes países: Angola, Quénia, Moçambique, Somália, África do Sul, Tanzânia, Uganda, Zâmbia, Zimbabwe, possivelmente Burundi, possivelmente Etiópia e possivelmente em Malawi.
Os seus habitats naturais são: regiões subtropicais ou tropicais húmidas de alta altitude, matagal tropical ou subtropical de alta altitude, campos de altitude subtropicais ou tropicais, rios, rios intermitentes, áreas húmidas dominadas por vegetação arbustiva, marismas de água doce, marismas intermitentes de água doce, nascentes de água doce e tundras alpinas.